# 극장전
"극장전(Tale of Cinema)"은 2005년에 개봉한 대한민국의 영화 작품이다. 홍상수가 시나리오와 연출을 동시에 맡았다.

## 줄거리
영화는 영화 속의 영화인 전반부와 현실인 후반부로 나뉘어 있다. 전반부는 수능 시험을 마치고 형에게 용돈을 받아 종로 거리로 나갔다가 중학교때 첫사랑인 영실을 우연히 만나는 상원의 이야기다. 후반부는 상원의 이야기를 그린 선배 감독의 영화를 회고전에서 보고 나오는 동수가 주인공이다. 동수는 이 영화에 출연한 배우 최영실을 우연히 만난다.

## 출연자
- 김상경 : 김동수 역
- 엄지원 : 최영실 역
- 이기우 : 전상원 역
- 손숙 : 연극 <어머니>의 어머니 역
- 이경진 : 소년의 어머니 역
- 김명수 : 소년의 아는 아저씨 / 선배감독 역
- 조한철 : 소년의 형 역
- 이승아 : 간호사 역
- 김지인 : 소년의 누나 역
- 추은경 : 극단 <연희단 거리패> 역
- 변혜경 : 극단 <연희단 거리패> 역
- 이승헌 : 극단 <연희단 거리패> 역
- 한갑수 : 극단 <연희단 거리패> 역
- 이백화 : 사과든 여자 역
- 진교만 : 안경점 주인 역
- 계성용 : 점잖은 동창 역
- 최명수 : 경상도 피디 역
- 강승민 : 땅딸이 역
- 황택하 : 동창 부회장 역
- 정유란 : 점잖은 동창처 역
- 장주영 : 점잖은 동창딸 역
- 강성우 : 점잖은 동창아들 역
- 박민영 : 여자동창1 역
- 최보광 : 여자동창2 역
- 강다혜 : 싸인받는 여중생 역
- 원미연 : 싸인받는 여중생 역
- 김미라 : 싸인받는 여중생 역

## 기타
- 제목은 극장 앞에서 일어난 일이라는 의미로 극장전(劇場前), 극장에 관한 이야기라는 뜻의 극장전(劇場傳) 두 가지 모두로 해석할 수 있다.[1]
- 제43회 뉴욕영화제에 "친절한 금자씨", "그때 그사람들"과 함께 초청되었다.[2]
- 제58회 칸국제영화제 경쟁 부문에 출품되었다. 홍상수의 작품은 "여자는 남자의 미래다"에 이어 2년 연속 칸영화제 경쟁 부문에 진출했다.[3]

## 참고자료
- 허문영 (2005년 6월 8일). “정교하고 아름다운 합주의 리듬, <극장전>”. 씨네21. 2016년 3월 4일에 원본 문서에서 보존된 문서. 2008년 1월 27일에 확인함.